# Saint-Paul-Lizonne
Saint-Paul-Lizonne is een gemeente in het Franse departement Dordogne (regio Nouvelle-Aquitaine) en telt 332 inwoners (1999). De plaats maakt deel uit van het arrondissement Périgueux.

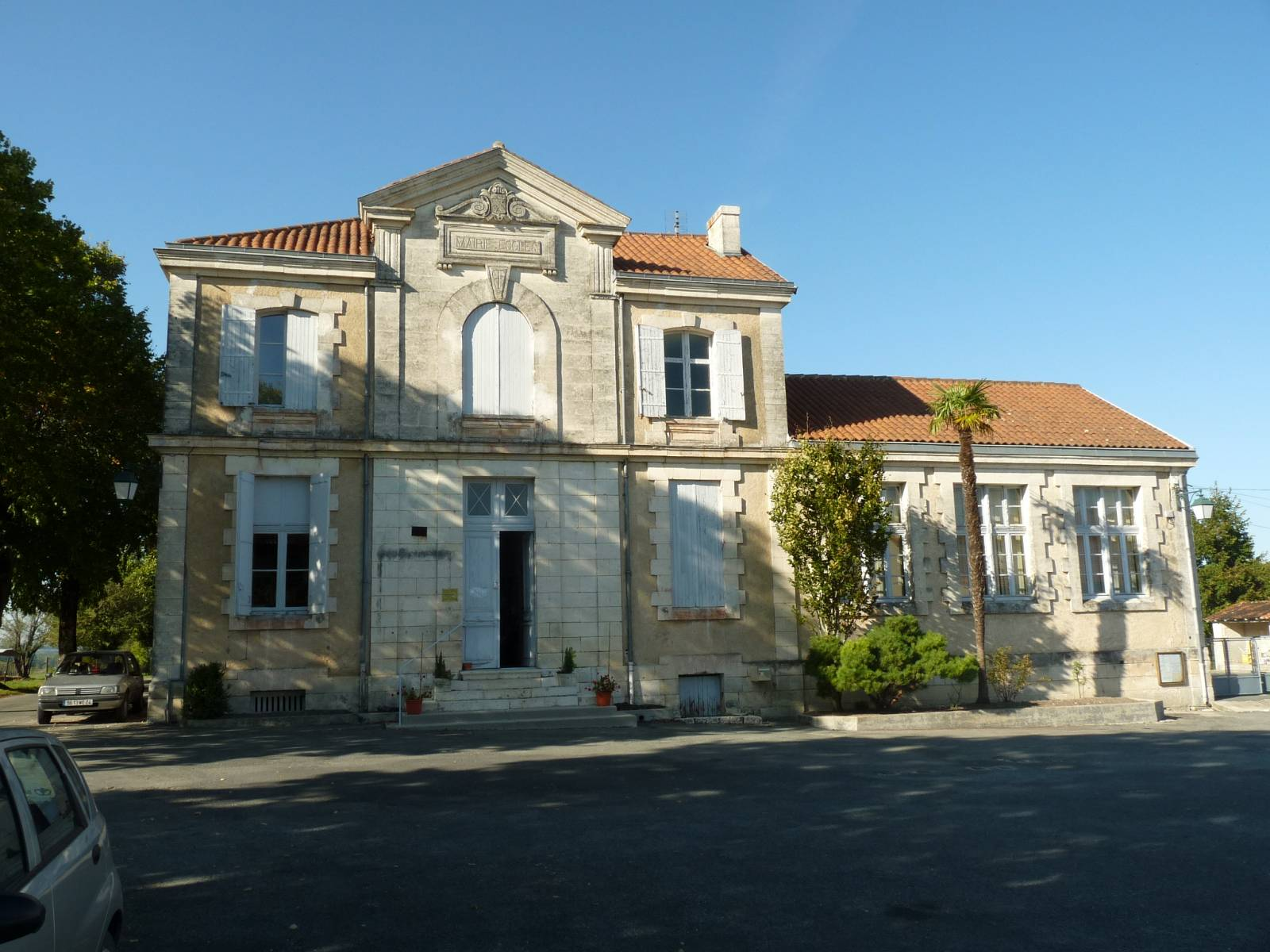
Gemeentehuis
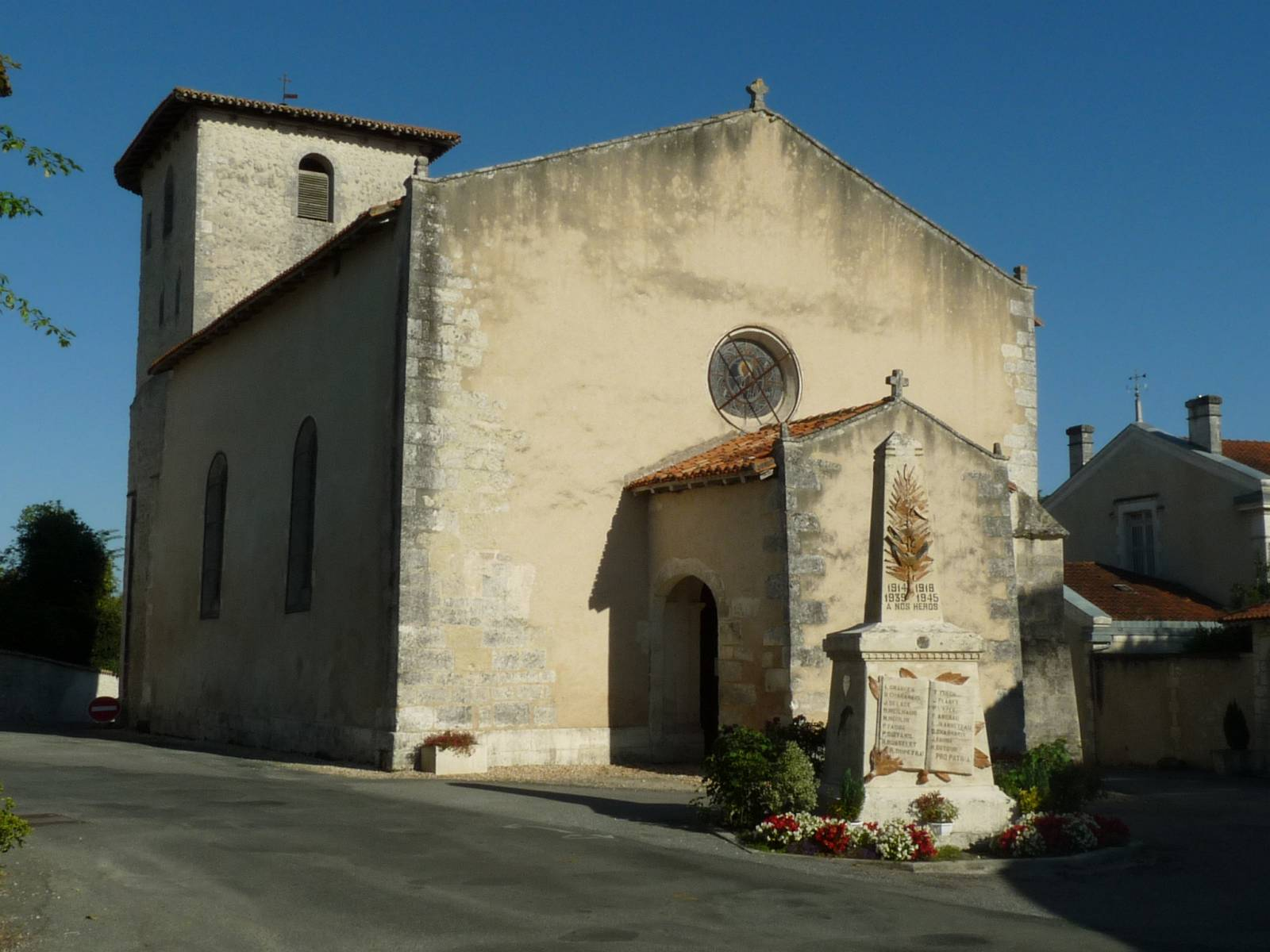
Kerk van Saint-Paul-Lizonne

## Geografie
De oppervlakte van Saint-Paul-Lizonne bedraagt 9,4 km², de bevolkingsdichtheid is 35,3 inwoners per km².
De onderstaande kaart toont de ligging van Saint-Paul-Lizonne met de belangrijkste infrastructuur en aangrenzende gemeenten.

## Demografie
Onderstaande figuur toont het verloop van het inwonertal (bron: INSEE-tellingen).

## Geboren
- Jane Poupelet (1874-1932), beeldend kunstenaar